# Kizamou (Karakara)
Kizamou (auch: Kisamou) ist ein Dorf in der Landgemeinde Karakara in Niger.

## Geographie
Das von einem traditionellen Ortsvorsteher (chef traditionnel) geleitete Dorf liegt am Rand des Trockentals Dallol Maouri. Es befindet sich rund 13 Kilometer südöstlich des Hauptorts Karakara der gleichnamigen Landgemeinde, die zum Departement Dioundiou in der Region Dosso gehört. Zu den Siedlungen in der näheren Umgebung von Kizamou zählen Yeldou im Norden, Léguéré im Südwesten und Massama im Westen.
Kizamou ist Teil der Übergangszone zwischen Sahel und Sudan. Die durchschnittliche jährliche Niederschlagsmenge beträgt hier zwischen 500 und 600 mm.

## Geschichte
Der Ortsname Kizamou kommt aus der Sprache Hausa und bedeutet „hier werden wir siegen“. Er bezieht sich darauf, dass die Ortsgründer zunächst den traditionellen Herrschaftssitz von Karakara erobern wollten, und als dies nicht erfolgreich war, sich in Kizamou niederließen.
Im Dorf gab es im Zeitraum von 2011 bis 2016 vier Dürrejahre.

## Bevölkerung
Bei der Volkszählung 2012 hatte Kizamou 1069 Einwohner, die in 128 Haushalten lebten. Bei der Volkszählung 2001 betrug die Einwohnerzahl 666 in 81 Haushalten und bei der Volkszählung 1988 belief sich die Einwohnerzahl auf 1294 in 160 Haushalten.

## Wirtschaft und Infrastruktur
Es wird seit dem Jahr 1996 Zuckerrohr angebaut, das am Marché de Katako in der Hauptstadt Niamey verkauft wird. Ebenfalls für den Verkauf bestimmt sind Guaven aus Kizamou. Es gibt eine Schule im Dorf. Durch Kizamou führt die 24,1 Kilometer lange Landstraße RR3-003 zwischen dem Gemeindehauptort Karakara und dem Nachbardorf Léguéré. Im Ort zweigt die 11,37 Kilometer lange Route 359 zur Staatsgrenze mit Nigeria von der Landstraße RR3-003 ab.